# CS Mont-Royal Outremont
A CS Mont-Royal Outremont egy kanadai labdarúgócsapat, amelynek székhelye a Québec állambeli Mount Royal és Outremont városában található. A klub 2013 óta a kanadai másodosztályban, a League1 Québec-ben szerepel. Hazai mérkőzéseit az 1 000 néző befogadására alkalmas REC Mont-Royal-ban játssza. A klub tartományi másodosztályhoz való csatlakozása óta négyszer nyerte meg a bajnoki címet.

## Sikerek
- League1 Québec
  - Bajnok (4): 2013, 2015, 2016, 2021

## További hivatkozások
- Hivatalos honlapja